# Mases
Mases (en grec antic: Μάσης, gen. Μάσητος) fou un port de l'antiga Grècia situat al golf Argòlid, al Peloponnès. Pertanyia al territori d'Hermíona, ciutat de la qual funcionà com a port, i es trobava en la badia on actualment hi ha la vila de Koilada.
Ja l'esmenta Homer Catàleg de les naus de la Ilíada, on la relaciona amb l'illa d'Egina. En temps de Pausànias era utilitzada com a port d'Hermíona.